# Ludwig von Schwarzenfeld starší
Ludwig Ignaz Abraham von Schwarzenfeld starší (25. srpna 1812 Želeč – 11. října 1863 Vídeň) byl rakouský šlechtic a politik, v 2. polovině 19. století poslanec Říšské rady.

## Biografie
Působil jako statkář na Žatecku. Po obnovení ústavní vlády se zapojil i do politiky. V zemských volbách v Čechách roku 1861 se stal poslancem Českého zemského sněmu za kurii velkostatkářskou, nesvěřenecké velkostatky. Zemský sněm ho roku 1861 delegoval i do Říšské rady (tehdy ještě volené nepřímo) za Čechy (kurie velkostatkářská. 27. května 1861 složil slib. K roku 1861 se uvádí jako statkář, bytem v Novém Sedle (Neusattel).
V létě 1860 se v Praze oženil s Rosinou Dačickou z Heslova (1835–1904). Manželství zůstalo bezdětné.
Zemřel v říjnu 1863 ve Vídni.